# راشدالاسلام
راشدالاسلام (انگلیسی: Rashedul Islam؛ زادهٔ ۶ ژوئن ۱۹۹۲) بازیکن فوتبال اهل بنگلادش است.
وی همچنین در تیم‌های ملی فوتبال بنگلادش و زیر ۱۷ سال بنگلادش بازی کرده است.